# جینا لین
جیانا لین (به انگلیسی: Gina Lynn) (متولد ۱۵ فوریه ۱۹۷۴ در تانیا مرسادو)، بازیگر فیلم‌های پورنوی آمریکایی است.

## زندگی‌نامه
لین از پدری پورتوریکویی و مادری ایتالیایی به دنیا آمد. خانواندهٔ او زمانی که وی ۷ ساله بود به شهر جکسون در ایالت نیوجرسی نقل مکان کردند. در سال ۱۹۹۴ زمانی که بیست ساله بود به رقص استریپ روی آورد و پس از آن کارش را با مدلینگ در مجلات مردان گسترش داد. در سال ۱۹۹۹ در اولین فیلم پورنوی خود با نام «۱۸ فرزند در لاس وگاس» بازی کرد.
لین در این سال یک موزیک ویدئو با نام «سوپرمن» ساخت و خود هم در آن بود. همچنین حضوری فوق‌العاده در فیلم «آنالیز» داشت. همچنین او حضور کوتاهی در سریال سوپرانوز به عنوان استریپر یا رقصنده لخت را داشت.
او در همان سال با یک ستارهٔ پورنو با نام تراویس کینگ ازدواج کرد. همچنین در سال ۲۰۰۶ به همراه بیل زبوب در یک فیلم ترسناک با نام اسمانستر (به انگلیسی: Assmonster) بازی کرد.